# 祖木热提·吾布力
祖木热提·吾布力（維吾爾語：زۇمرەت ئوبۇل‎，拉丁维文：Zumret Obul，1965年5月—），女，维吾尔族，新疆喀什人，中国共产党党员。曾任中共新疆维吾尔自治区党委常委、统战部部长，现任新疆维吾尔自治区人大常委会主任。

## 生平
2016年5月，担任哈密市首任地级市市长。2018年2月24日，当选为第十三届全国人大代表。
2021年2月，升任新疆维吾尔自治区人大常委会副主任。同年10月，当选中共新疆维吾尔自治区党委常委。11月，任自治区党委统战部部长，并辞去新疆维吾尔自治区人大常委会副主任职务。
2023年1月18日，当选为新疆维吾尔自治区人大常委会主任。